# 노지리역
노지리역(일본어: 野尻駅)은 일본 나가노현 기소군 오쿠와촌에 있는 도카이 여객철도 주오 본선의 역이다.

## 역 구조 및 승강장
단선 승강장 1면 1선, 섬식 승강장 1면 2선, 합계 2면 3선의 승강장을 가진 지상역.
나카쓰가와역 관리의 간이 위탁역. 역사, 유치선, 과선교를 가진다.
| 1 | ■ 주오 본선 | 상행 | 나카쓰가와 · 나고야 방면   |
| 2 | ■ 주오 본선 | 하행 | 기소후쿠시마 · 나가노 방면 |

## 역 주변
- 기소강
- 국도 제19호선
- 나카센도 노지리주쿠

## 역사
- 1909년
  - 9월 1일 : 관설 철도가 미도노 역(현 · 나기소역)부터 연신했던 때의 종착역으로서 개업. 여객 및 화물의 취급을 개시.
  - 10월 12일 : 선로 명칭 제정. 주오 사이선의 소속이 된다.
  - 12월 1일 : 주오 사이선이 스하라역까지 연신, 도중역이 된다.
- 1911년 5월 1일 : 선로 명칭 제정. 이 역을 포함한 주오 사이선이 주오 본선에 편입되었다.
- 1972년 11월 30일 : 화물의 취급을 폐지.
- 1987년 4월 1일 : 일본국유철도 분할 민영화에 의해, 도카이 여객철도의 역이 된다.

## 인접 역
| 도카이 여객철도 주오 본선     | 도카이 여객철도 주오 본선 | 도카이 여객철도 주오 본선       |
| ----------------------------- | ------------------------- | ------------------------------- |
| 오쿠와 시오지리 · 나가노 방면 | ■ 주오 본선               | 주니카네 나카쓰가와·나고야 방면 |